# Chiesa di San Juan el Real (Calatayud)
La chiesa di San Juan el Real è una chiesa di Calatayud dedicata a san Giovanni Battista ed eretta in stile Barocco-rococò tra il XVII e il XVIII secolo.
Prima sella conversione in parrocchia, è stata la chiesa dell'ex Collegio della società di Gesù. Al suo interno sono conservate numerose opere di interesse artistico, tra cui i dipinti e le decorazioni che ricoprono la cupola centrale realizzate da Francisco de Goya, tra i suoi primi lavori effettuati.

## Storia

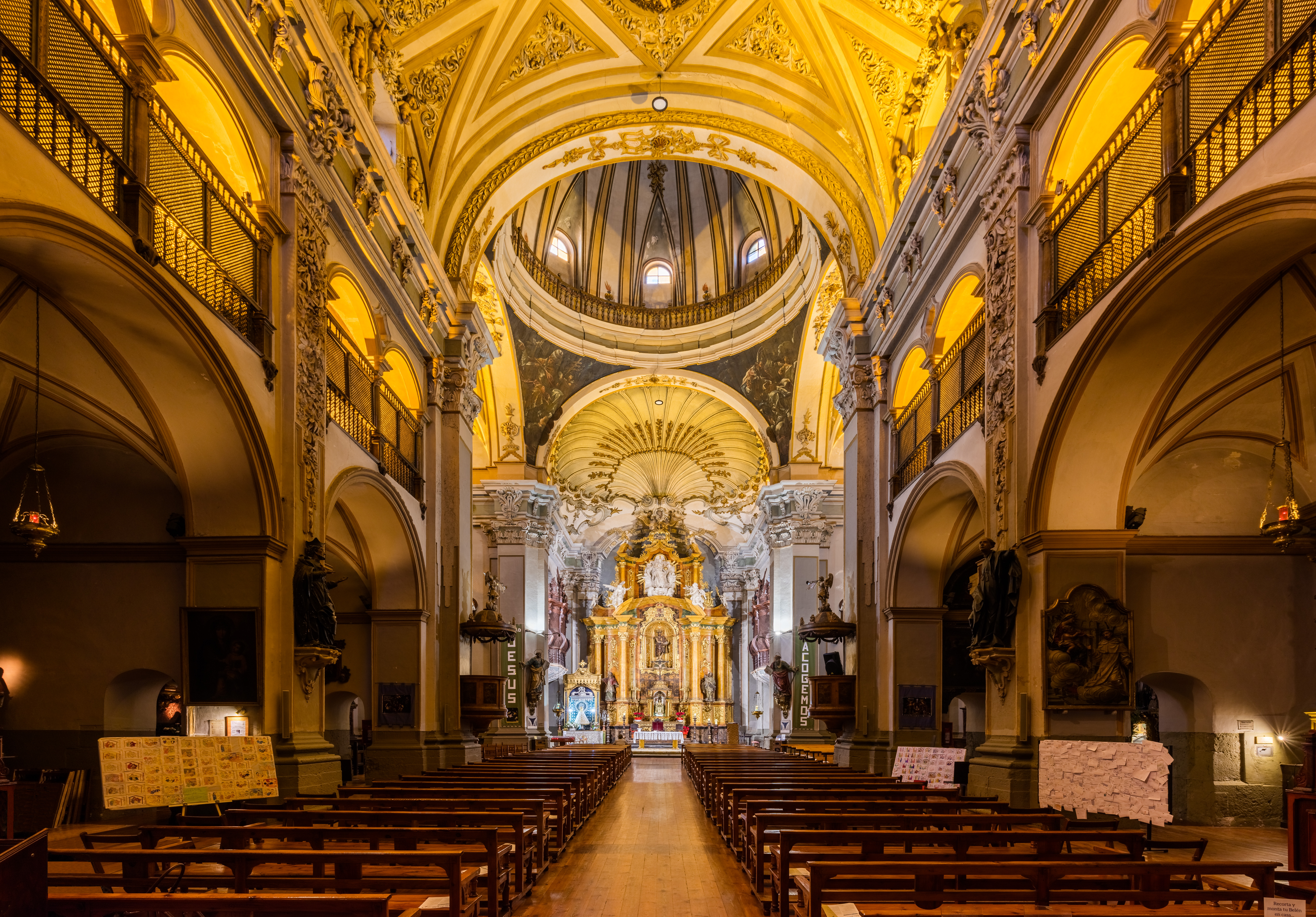
Interno della chiesa

La compagnia di Gesù fu fondata a Calatayud alla fine del XVI secolo, fondando a sua volta un Collegio. Nel secolo successivo i gesuiti commissionarono una chiesa dedicata alla Virgen del Pilar in stile barocco.
Dopo l'espulsione dei gesuiti dalla Spagna nel 1767 e poco dopo che l'edificio fu decorato da Goya, la chiesa venne convertita in parrocchia, trasferendovi la sede dalla vecchia parrocchia di San Juan de Vallupié, la cui chiesa medievale era in rovina. Nel 1771 adottò la denominazione definitiva in San Juan el Real.

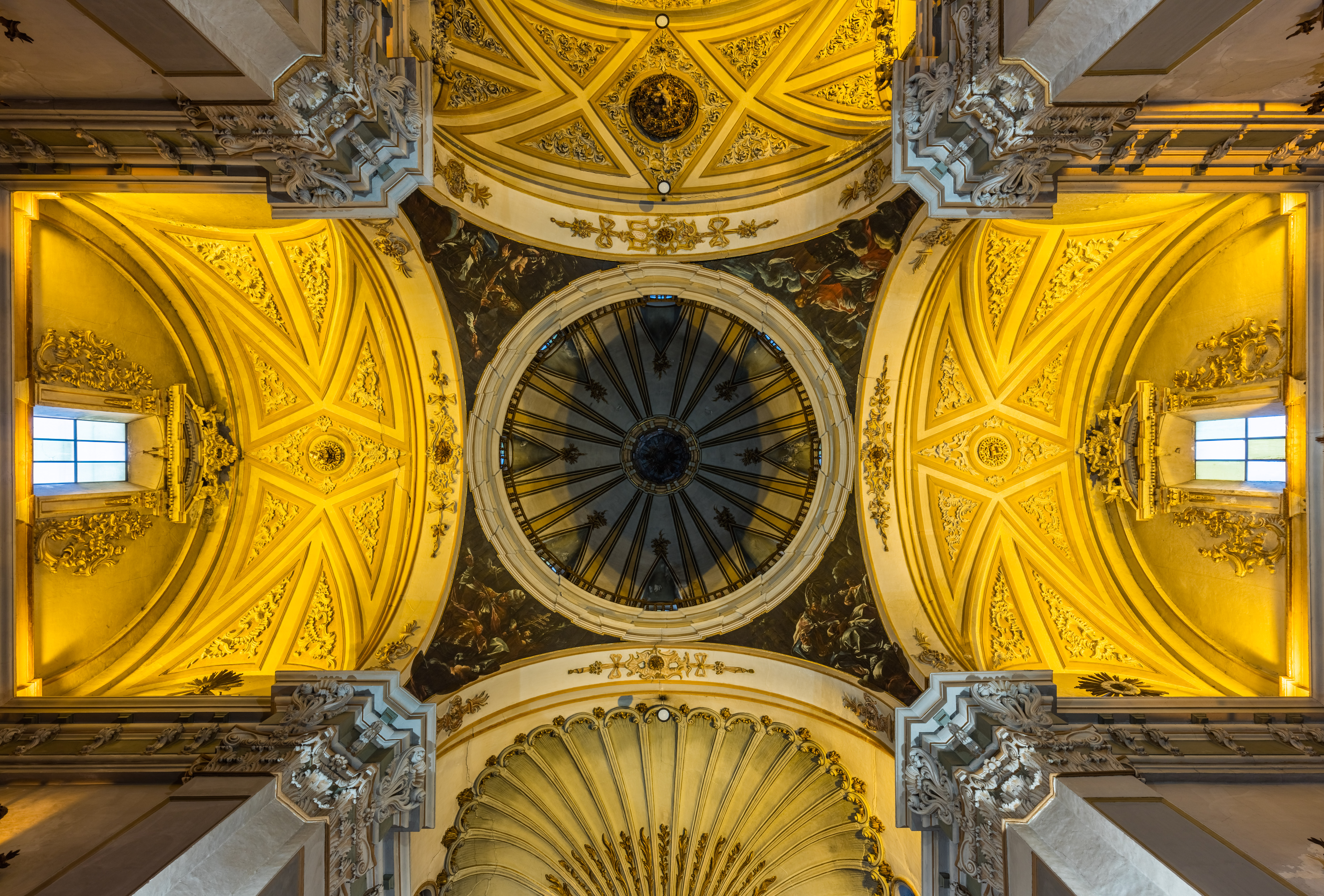
Dettaglio della cupola di Goya

Nel 1999 fu allestito un piccolo Museo Parrocchiale, installato nella Sagrestia e nella Sala Capitolare.